# Bảo tàng quốc gia, Wrocław

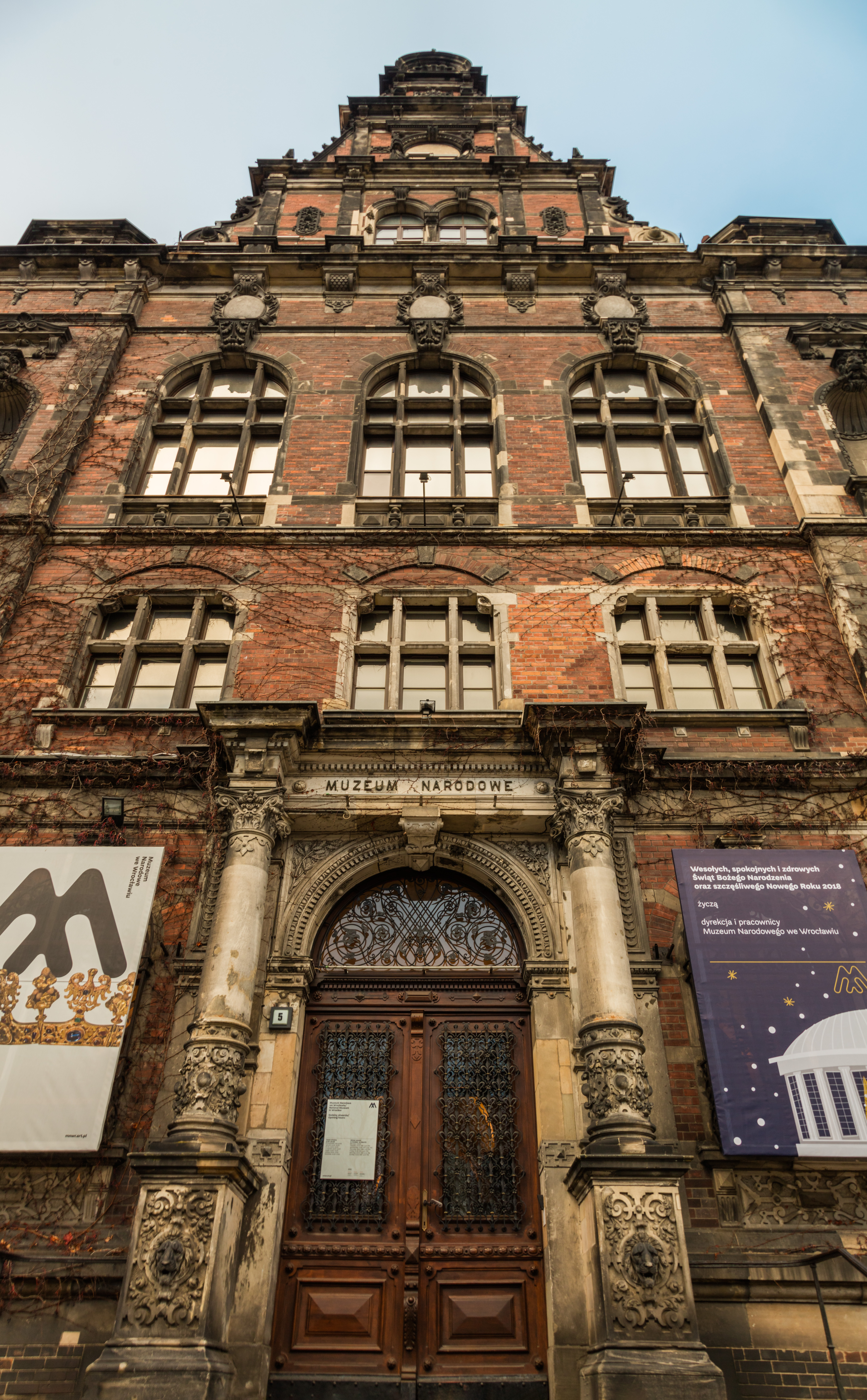
Bảo tàng quốc gia

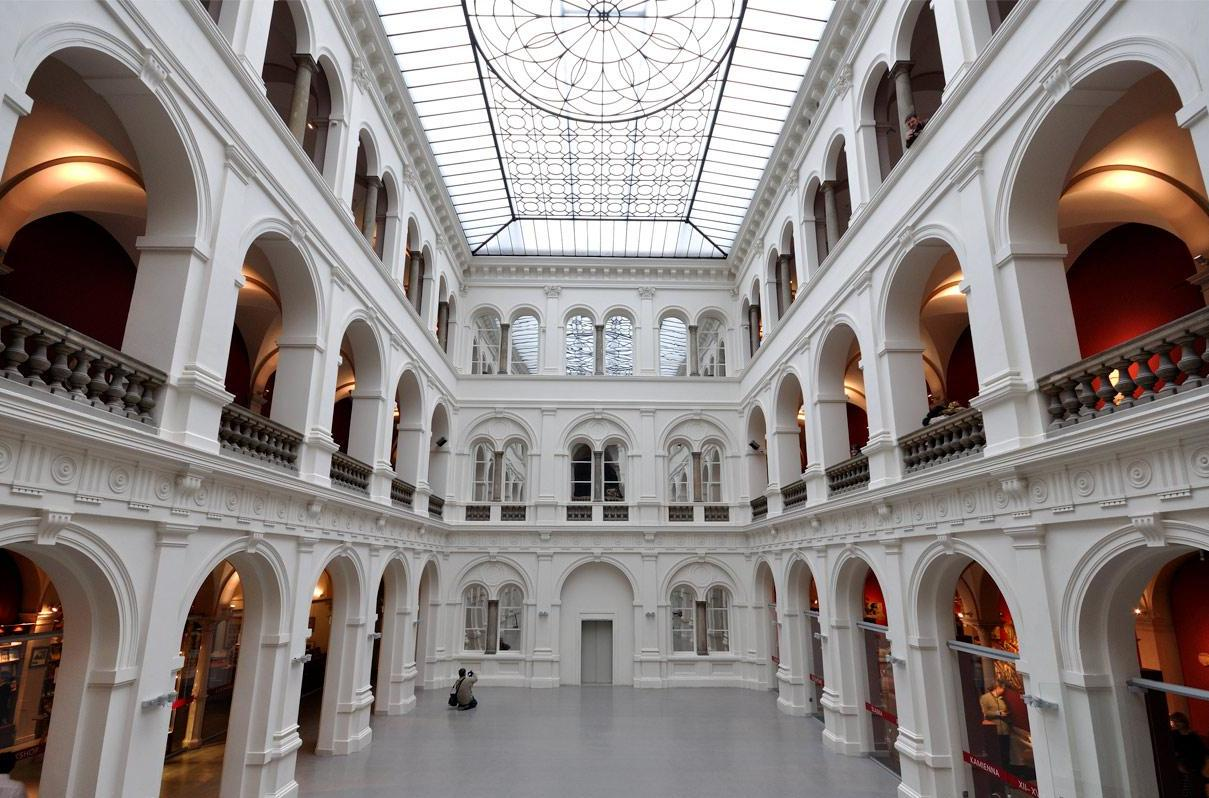
Nội thất bảo tàng

Bảo tàng quốc gia ở Wrocław (tiếng Ba Lan: Muzeum Narodowe we Wrocławiu), được thành lập vào 28/3/1947 và chính thức khánh thành vào 11/ 7/ 1948, là một trong những chi nhánh chính trong hệ thống Bảo tàng Quốc gia Ba Lan. Nó nắm giữ một trong những bộ sưu tập nghệ thuật đương đại lớn nhất trong cả nước.
Các tài sản của Bảo tàng Wrocław có mối liên hệ chặt chẽ với lịch sử của sự dịch chuyển biên giới ở Trung Âu sau Thế chiến II. Sau khi Liên Xô sáp nhập nửa phía Đông Cộng hòa Ba Lan thứ hai, các bộ phận chính của bộ sưu tập nghệ thuật của Ba Lan đã được chuyển từ các thành phố được sáp nhập vào Liên Xô như Lviv. Bộ sưu tập không được trả lại bao gồm các tài sản Ossolineum đã trở thành một phần của Bảo tàng Quốc gia Lviv. Các di sản văn hóa được vận chuyển vào năm 1946 bao gồm các bức tranh Ba Lan và châu Âu từ thế kỷ 17 đến 19. Năm 1948 công bố Phòng trưng bày tranh Ba Lan của Wrocław tại một địa điểm hoàn toàn mới, bao gồm các bảo vật quốc gia từ các bảo tàng đã bị chiếm đoạt, có ý nghĩa biểu tượng trong cuộc sống của những người bị trục xuất hàng loạt từ Vùng biên giới phía Đông. Phòng trưng bày được sắp xếp để nhắc nhở họ rằng họ lại đang cư trú ở Ba Lan.

## Kết thúc Thế chiến II
Hầu hết các tòa nhà lịch sử ở Wrocław đã bị phá hủy hoặc hư hại nặng nề trong Thế chiến II (xem: Cuộc bao vây Breslau). Cục Bảo tàng và Bảo vệ Di sản mới của Ba Lan (Người giới thiệu Muzeów i Oyncy Zabytków, RMOZ) được giao nhiệm vụ chọn một vị trí phù hợp cho các hiện vật văn hóa mới đến. Vị trí tương đối không bị hư hại đã được chọn vào ngày 1 tháng năm 1947 trong số những tàn tích của trung tâm thành phố cổ, tại văn phòng nhiếp chính Silesian cũ được xây dựng vào năm 1883 - 1886.
Mặc dù vị trí của Bảo tàng Quốc gia và các bộ sưu tập của nó là mới ở Wrocław, nhưng truyền thống thực sự của các bảo tàng nghệ thuật trong thành phố đã có hàng thế kỷ. Tiền thân của nó bao gồm Bảo tàng Nghệ thuật và Cổ vật Hoàng gia được hình thành vào năm 1815 (tiếng Đức: Königliches Museum für Kunst und Altertümer) và Bảo tàng Mỹ thuật Silesian được tạo ra vào năm 1880, cũng như Bảo tàng Nghệ thuật Ứng dụng Silesian được thành lập vào năm 1899. Khi Ba Lan biến mất khỏi bản đồ châu Âu vào cuối thế kỷ 18, nhiều cổ vật được sản xuất bởi các nghệ sĩ và nghệ nhân Ba Lan cũng được trưng bày ở đó.

## Triển lãm thường trực
Du khách có thể vào cửa phòng trưng bày miễn phí vào Thứ Bảy. Trong số các triển lãm thường trực được thiết lập trên các tầng khác nhau của Bảo tàng, có bốn bộ phận riêng biệt được phân chia theo thời kỳ nghệ thuật và thời đại lịch sử. Lâu đời nhất là "Nghệ thuật Silesian của thế kỷ 12 đến 16", với các ngôi mộ của hoàng tử Silesian và các tác phẩm quý giá nhất của nghệ thuật Gothic ở Ba Lan. Thứ hai là "Nghệ thuật Silesian của thế kỷ 16 đến 19" với nghệ thuật điêu khắc, hội họa và trang trí từ thời Phục hưng Silesian đến Chủ nghĩa lãng mạn. Tiếp theo là "Nghệ thuật Ba Lan của thế kỷ 17 đến 19" với các bức chân dung Baroque của Ba Lan bởi Marceli Bacciarelli và Canaletto cùng với những người khác. Và cuối cùng, "Nghệ thuật châu Âu của thế kỷ 15 thế kỷ 20" nổi tiếng, có các tác phẩm của các nghệ sĩ như Pieter Brueghel the Younger, Agnolo Bronzino, Cosimo Rosselli, Giovanni Santi, Lucas Cranach the Elder, Paris Bordone, Frans Floris, Osias Beert, Jan Frans van Bloemen, Francisco de Zurbarán, Lovis Corinth, Élisabeth Vigée Le Brun và Wassily Kandinsky.
Ngoài những triển lãm, bảo tàng bao gồm "Nghệ thuật Ba Lan của thế kỷ 20" bộ sưu tập nghệ thuật của Tadeusz Makowski, Stanisław Ignacy Witkiewicz, Władysław Strzemiński, Henryk Stażewski, Alina Szapocznikow, Tadeusz Kantor, Tadeusz Makowski, Jerzy Nowosielski, Józef Szajna, Magdalena Abakanowicz và nhiều người nổi bật khác. Tháng 9 năm 2011 đánh dấu việc khai trương "Phòng trưng bày nghệ thuật đương đại mới" trong căn gác được tu sửa của Bảo tàng.

## Thư viện ảnh
Selected paintings from the museum collections
- Pieter Brueghel the Younger, Quang cảnh mùa đông (ca.1586)
- Francisco de Zurbarán, Chúa Jesu  (1661)
- Lucas Cranach the Elder, Eve (ca. 1531)
- Bernardo Bellotto, Lối vào của Jerzy Ossoliński tới Rome năm 1633, (1779)
- Vassily Kandinsky, Buổi tối, (1903)
- Józef Chełmoński, đi săn (1882)
- Jan Matejko, Lời thề của Jan Kazimierz (1893)
- Jacek Malczewski, Quê hương (1903)
- Józef Brandt, Bogurodzica (1909)
- Tadeusz Makowski, Kẻ hút thuốc (1930)

## Bộ phận bảo tàng
- Bảo tàng Dân tộc học (tại Cung điện Giám mục)
- Bảo tàng Toàn cảnh Racławice
- Cho mượn: Bảo tàng triều đại Silesian Piast ở Brzeg và Bảo tàng thành phố (Wrocław Townhall)